# Huntsville (Texas)
Huntsville is een plaats (city) in de Amerikaanse staat Texas, en valt bestuurlijk gezien onder Walker County.

## Demografie
Bij de volkstelling in 2000 werd het aantal inwoners vastgesteld op 35.078.
In 2006 is het aantal inwoners door het United States Census Bureau geschat op 37.537, een stijging van 2459 (7.0%).

## Geografie
Volgens het United States Census Bureau beslaat de plaats een oppervlakte van
80,9 km², waarvan 80,0 km² land en 0,9 km² water. Huntsville ligt op ongeveer 129 m boven zeeniveau.

## Plaatsen in de nabije omgeving
De onderstaande figuur toont nabijgelegen plaatsen in een straal van 36 km rond Huntsville.